# Хорхе Аматриаин, Сантос
Сантос Хорхе Аматриаин (исп. Santos Jorge Amatriaín; 1 ноября 1870, Перальта, Испания — 22 декабря 1941, Панама) — панамский композитор и дирижёр испанского происхождения, автор Гимна Панамы.
Окончил Мадридскую консерваторию (ученик, в частности, Эмилио Арриеты), после чего в 1889 г. эмигрировал в Панаму. Преподавал музыку в школах и гимназиях, работал органистом в Кафедральном соборе Панамы (исполняя, по большей части, музыку Иоганна Себастьяна Баха). В 1892 г. возглавил военный оркестр одной из частей национальной армии, в дальнейшем преобразованный в Республиканский духовой оркестр, и руководил этим коллективом, с перерывами, до 1912 г.
Для духового оркестра написал ряд маршей и танцевальных пьес. В 1897 г. на слова поэта Херонимо Осса написал «Патриотический гимн жителей Перешейка» (исп. Himno Patriótico Istmeño), который в 1906 г. был утверждён в качестве временного гимна страны и в итоге остался им на постоянной основе, что было закреплено Панамской Конституцией 1941 года.